# 특성 부분군
군론에서, 특성 부분군(特性部分群, 영어: characteristic subgroup)은 자기 동형 사상 아래 불변인 부분군이다.

## 정의
군 {\displaystyle G}의 부분군 {\displaystyle H\leq G}가 다음 조건을 만족시키면, {\displaystyle H}를 {\displaystyle G}의 특성 부분군이라고 한다.
- 임의의 군 자기 동형 사상 {\displaystyle \phi \in \operatorname {Aut} (G)}에 대하여, {\displaystyle \phi (H)\leq H}. (물론, 반드시 {\displaystyle \phi (H)=H}이다.)

즉, {\displaystyle G}의 특성 부분군은 {\displaystyle G}의 자기 동형 사상 아래 불변인 부분군이다.
군 {\displaystyle G}의 부분군 {\displaystyle H\leq G}가 다음 조건을 만족시키면, {\displaystyle H}를 {\displaystyle G}의 완전 불변 부분군(完全不變部分群, 영어: fully invariant subgroup)이라고 한다.
- 임의의 군 자기 준동형 {\displaystyle \phi \in \operatorname {End} (G)}에 대하여, {\displaystyle \phi (H)\leq H}. ({\displaystyle \phi (H)=H}일 필요는 없다.)

즉, {\displaystyle G}의 완전 불변 부분군은 {\displaystyle G}의 자기 준동형에 대하여 닫혀 있는 부분군이다.

## 성질
임의의 군의 부분군에 대하여, 다음과 같은 함의 관계가 성립한다.
완전 불변 부분군 ⇒ 특성 부분군 ⇒ 정규 부분군
특성 부분군·완전 불변 부분군은 추이적 관계를 이룬다. 즉,
- 만약 {\displaystyle H}가 {\displaystyle G}의 특성 부분군이며, {\displaystyle K}가 {\displaystyle H}의 특성 부분군이라면, {\displaystyle K}는 {\displaystyle G}의 특성 부분군이다.[1]:28, §1.5.6.(i)
- 만약 {\displaystyle H}가 {\displaystyle G}의 완전 불변 부분군이며, {\displaystyle K}가 {\displaystyle H}의 완전 불변 부분군이라면, {\displaystyle K}는 {\displaystyle G}의 완전 불변 부분군이다.[1]:28, §1.5.6.(ii)

증명:
{\displaystyle H}가 {\displaystyle G}의 특성 부분군이며, {\displaystyle K}가 {\displaystyle H}의 특성 부분군이이며, {\displaystyle \phi \in \operatorname {Aut} (G)}라고 하자. {\displaystyle \phi (H)=H}이므로, {\displaystyle \phi |_{H}\in \operatorname {Aut} (H)}이다. 따라서
{\displaystyle \phi (K)=\phi |_{H}(K)=K}
이다.
{\displaystyle H}가 {\displaystyle G}의 완전 불변 부분군이며, {\displaystyle K}가 {\displaystyle H}의 완전 불변 부분군이이며, {\displaystyle \phi \in \operatorname {End} (G)}라고 하자. {\displaystyle \phi (H)\leq H}이므로, {\displaystyle \phi |_{H}\in \operatorname {End} (H)}이다. 따라서
{\displaystyle \phi (K)=\phi |_{H}(K)\leq K}
이다.
만약 {\displaystyle H}가 {\displaystyle G}의 정규 부분군이며, {\displaystyle K}가 {\displaystyle H}의 특성 부분군이라면, {\displaystyle K}는 {\displaystyle G}의 정규 부분군이다.:28, §1.5.6.(iii)
증명:
{\displaystyle \phi \in \operatorname {Inn} (G)}라고 하자. {\displaystyle \phi (H)=H}이므로, {\displaystyle \phi |_{H}\in \operatorname {Aut} (H)}이다. 따라서
{\displaystyle \phi (K)=\phi |_{H}(K)=K}
이다.

## 예
군 {\displaystyle G}의 다음 부분군들은 완전 불변 부분군이다.
- 자명 부분군 {\displaystyle 1}과 군 전체 {\displaystyle G}
- 교환자 부분군 {\displaystyle G^{(1)}=[G,G]}
- 보다 일반적으로, 하중심렬 {\displaystyle G=\gamma _{0}(G)\geq \gamma _{1}(G)\geq \gamma _{2}(G)\geq \cdots } 속 부분군
- 음이 아닌 정수 {\displaystyle n}에 대하여, {\displaystyle G^{n}=\{g_{1}^{n}\cdots g_{k}^{n}\colon k\in \mathbb {Z} ^{+}\cup \{0\},\;g_{1},\dots ,g_{k}\in G\}}

모든 완전 불변 부분군은 특성 부분군이다. 군 {\displaystyle G}의 다음 부분군들 역시 특성 부분군이다.
- 프라티니 부분군 {\displaystyle \Phi (G)}
- 중심 {\displaystyle \operatorname {Z} (G)}
  - 보다 일반적으로, 상중심렬 {\displaystyle 1=\operatorname {Z} _{0}(G)\leq \operatorname {Z} _{1}(G)\leq \operatorname {Z} _{2}(G)\leq \cdots } 속 부분군

## 참고 문헌
1. 1 2 3  Robinson, Derek J. S. (1996). 《A course in the theory of groups》. Graduate Texts in Mathematics (영어) 80 2판. 뉴욕: Springer-Verlag. doi:10.1007/978-1-4419-8594-1. ISBN 978-0-387-94461-6. ISSN 0072-5285. MR 1357169. Zbl 0836.20001.

## 같이 보기
- 특성 단순군
- 언어적 부분군